# Stade Gaston Petit
Het Stade Gaston Petit is een voetbalstadion in de Franse stad Châteauroux. Het is de thuishaven van de voetbalclub LB Châteauroux en het heeft een capaciteit van 17.072 plaatsen na twee renovaties. Het is vernoemd naar een oud-speler Gaston Petit.